# Signifikante Wellenhöhe

Definition der signifikanten Wellenhöhe

Die signifikante Wellenhöhe (auch kennzeichnende oder charakteristische Wellenhöhe; Formelzeichen {\displaystyle \textstyle H_{s}}) beschreibt im Küsteningenieurwesen und der Meereskunde eine bestimmte Wellenhöhe, die für Fragen der Bemessung von Küstenschutzbauwerken und Uferbefestigungen herangezogen wird.
Statistisch definiert ist die signifikante Wellenhöhe als das arithmetische Mittel aus dem höchsten Drittel der Wellen (geordnet nach Wellenhöhe) einer Beobachtung (für ein bestimmtes Seegebiet und eine bestimmte Beobachtungszeit, zum Beispiel über 20 Minuten). Als Formelzeichen ist deshalb auch {\displaystyle \textstyle H_{1/3}} gebräuchlich. Bei Annahme eines Rayleigh-verteilten Seegangs wird diese Wellenhöhe von 13,5 % aller Wellen überschritten.
Die ursprüngliche Definition wurde von Walter Munk im Jahr 1944 aufgestellt und legte die Wellenhöhe zugrunde, die ein „geübter Beobachter“ als maßgebende Wellenhöhe schätzen würde.